# Henk van de Vis
Henk van de Vis (Utrecht, 5 maart 1941) is een Nederlandse assemblagekunstenaar, beeldhouwer en schilder uit Rhenen.
In 1957-1958 volgde Van de Vis een opleiding Esthetische Vorming bij Artibus in Utrecht. Van 1962 tot 1964 volgde hij de opleiding beeldhouwen aan de Vrije Academie in Den Haag. Het werk van Van der Vis is vaak kleurrijk. Hij gebruikt voor zijn werk materialen als steen, brons en hout.
Zijn werk werd aangekocht door de gemeente Maarn, Amsterdam Museum Beelden aan Zee, Kamer van Koophandel Utrecht, G.E.B. Utrecht. Een aantal van zijn werken werd geplaatst in de openbare ruimte bij scholen en zorginstellingen.
Het latere werk van Van de Vis bestaat vaak uit tekeningen met pastelkrijt en kleurpotlood en schilderingen van olieverf op doek. Toen hij in 2018 25 jaar in Rhenen werkte, werd een overzichtstentoonstelling gehouden.

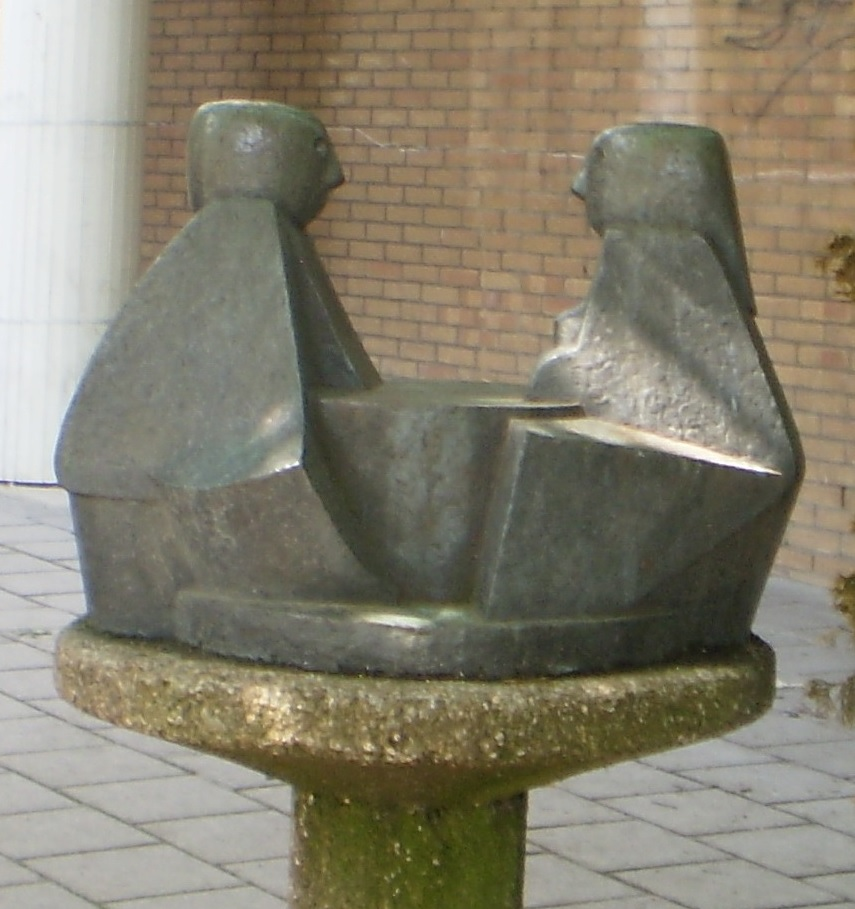
Praatje (1974) in opdracht van de Kennedy MAVO in Baarn

## Exposities (selectie)
- 2018 – Kunst met een Glimlach (Rhenen)
- 2002 – kunstbeurs Apeldoorn
- 1998 - Solotentoonstelling Museum “Het Rondeel” Rhenen
- 1981 – B.K.R. tentoonstelling Centraal Museum Utrecht
- 1974 - De Zonnehof Amersfoort (A.K.G. de Ploegh)
- 1969 - Galerie “Project Maarn-Maarsbergen”